# Teucholabis (Paratropesa) neocollaris
Teucholabis (Paratropesa) neocollaris is een tweevleugelige uit de familie steltmuggen (Limoniidae). De soort komt voor in het Neotropisch gebied.